# ボクシング世界スーパーライト級王者一覧
ボクシング世界スーパーライト級王者一覧は、以下の団体の世界スーパーライト級王座を獲得した人物を年代順にまとめた一覧表。なお、NYSACはニューヨーク州アスレチックコミッションの略称。
- 世界ボクシング協会（WBA）、1921年に全米ボクシング協会（NBA）として創設。

| 代 | 名前                      | 国籍           | 在位期間                      | 認定団体 |
| -- | ------------------------- | -------------- | ----------------------------- | -------- |
| 初 | ピンキー・ミッチェル      | アメリカ合衆国 | 1922年認定 - 1926年9月21日    | 世界     |
| 2  | マッシー・キャラハン      | アメリカ合衆国 | 1926年9月21日 - 1930年2月18日 | 世界     |
| 3  | ジャック・キッド・バーグ  | イギリス       | 1930年2月18日 - 1931年4月24日 | 世界     |
| 4  | トニー・カンゾネリ        | アメリカ合衆国 | 1931年4月24日 - 1932年1月18日 | 世界     |
| 5  | ジョニー・ジャディック    | アメリカ合衆国 | 1932年1月18日 - 1933年2月20日 | 世界     |
| 6  | バトリング・ショウ        | メキシコ       | 1933年2月20日 - 1933年5月21日 | 世界     |
| 7  | トニー・カンゾネリ(2期目) | アメリカ合衆国 | 1933年5月21日 - 1933年6月23日 | 世界     |
| 8  | バーニー・ロス            | アメリカ合衆国 | 1933年6月23日 - 1935年(返上)  | 世界     |
| 9  | ディッピー・ラーキン      | アメリカ合衆国 | 1946年4月29日 - 1947年(返上)  | 世界     |
| 10 | カルロス・オルティス      | プエルトリコ   | 1959年6月12日 - 1960年9月1日  | 世界     |
| 11 | ドゥイリオ・ロイ          | イタリア       | 1960年9月1日 - 1962年9月14日  | 世界     |